# Koesjitische volkeren
De Koesjitische volkeren (of Koesjieten) zijn een groep volkeren die voornamelijk inheems zijn in Noordoost-Afrika (Nijlvallei en Hoorn van Afrika) en die de Koesjitische talen van de Afro-Aziatische taalfamilie spreken of in het verleden hebben gesproken. Koesjitische talen worden tegenwoordig voornamelijk gesproken in de Hoorn van Afrika (Djibouti, Eritrea, Ethiopië en Somalië), de Nijlvallei (Soedan en Egypte), en in delen van het Grote Merengebied  in Afrika (Tanzania en Kenia). Enkele van deze volkeren zijn de Oromo, Somali, Bedzja, Agaw, Afar, Saho en Sidamo.
Taalkundig bewijs geeft aan dat Koesjitische talen werden gesproken in Neder-Nubië, een oude regio die zich uitstrekt over het huidige Zuid-Egypte en Noord-Soedan, vóór de komst van Nilo-Saharaanse talen uit Opper-Nubië. Historische volkeren in het noorden van Nubië, zoals de Medjay en de Blemmyes, spraken Koesjitische talen die verwant waren aan het moderne Bedzja. Minder zeker zijn hypothesen die suggereren dat Koesjitische talen werden gesproken door de mensen van de C-groep-cultuur in Neder-Nubië, of de mensen van de Kermacultuur in Opper-Nubië. Recent onderzoek suggereert een Nilo-Saharaanse taalkundige affiniteit voor de Kermacultuur. Historisch-linguïstische analyse geeft aan dat de talen die werden gesproken in het Savanne-pastoraal neolithicum van de Grote Slenk en omliggende gebieden waarschijnlijk Koesjitisch zijn geweest.
Koesjieten vormen de meerderheid van de bevolking in de Hoorn van Afrika. De Koesjitische volkeren zijn voornamelijk islamitisch (68% tot 77% soennitisch) en orthodox christelijk, met kleine minderheden die het judaïsme en traditionele godsdiensten aanhangen. 
Het Somalisch is de enige Koesjitische taal die als officiële taal wordt erkend, terwijl Oromo en Afar in Ethiopië worden erkend als regionale werktalen.

## Ethnoniem
De benaming "Koesj" (Egyptisch: kꜣš) werd gebruikt door Egyptische schrijvers voor het huidige zuidelijk Egypte, Soedan en de Hoorn van Afrika. Het woord Koesji (Hebreeuws: כּוּשִׁי kuši) komt meerdere keren voor in de Hebreeuwse Bijbel, verwijzend naar een persoon van Noordoost-Afrikaanse afkomst met een donkere huidskleur, wat overeenkomt met het Griekse Aethiops. In de Bijbel worden de Koesjieten beschouwd als afstammelingen van Noach's kleinzoon, Kus, de zoon van Cham.     
Na de verovering van het Opper-Nubische koninkrijk Kerma was Nubië van de 16e tot de 11e eeuw v.Chr. een provincie van het Nieuwe Rijk van Egypte. Het werd geregeerd door een onderkoning, de vicekoning van Koesj. Tijdens de derde tussenperiode van Egypte begonnen dezen zich los te maken van Egyptische farao's en vestigden de autonome staat Koesj, met de steden Napata (aan de voet van de heilige berg Djebel Barkal) en Meroë als belangrijkste machtscentra. De taal van het rijk Koesj, bekend als het Meroïtisch, was echter waarschijnlijk niet Koesjitisch maar mogelijk Nilo-Saharaans.   

## Geschiedenis
De Koesjitische volkeren leven al sinds de steentijd op het kruispunt van Afrika en Eurazië, waarbij de Nijl fungeert als een corridor tussen sub-Saharaans Afrika, Noord-Afrika en de Levant. Hun afkomst combineert genetische componenten van West-Aziatische oorsprong met componenten die inheems zijn in Oost-Afrika.

### Oorsprong en genetica
Volgens autosomaal DNA-onderzoek door Jason A. Hodgson et al. (2014) werden de Afro-Aziatische talen waarschijnlijk verspreid over Afrika en het Nabije Oosten door een voorouderlijke populatie met een niet-Afrikaanse genetische component, door de onderzoekers 'Ethio-Somalisch' of 'Semitisch-Koesjitisch' genoemd. Deze Ethio-Somalische component komt tegenwoordig het meest voor onder Koesjitische en Semitisch-sprekende Ethiopische bevolkingsgroepen in de Hoorn van Afrika. Ze bereikt een frequentiepiek onder etnische Somaliërs, waarbij het het grootste deel van hun afkomst vertegenwoordigd. Deze Ethio-Somalische component is het nauwst verwant aan het niet-Afrikaanse genetische component in de Maghreb. Het wordt verondersteld ten minste 23.000 jaar geleden te zijn afgesplitst van alle andere West-Aziatische populaties. Op basis hiervan suggereren de onderzoekers dat de oorspronkelijke Ethio-Somalische populatie waarschijnlijk in het pre-agrarische epipaleolithicum vanuit het Nabije Oosten arriveerde, nadat ze via het schiereiland Sinaï naar Noordoost-Afrika waren overgestoken. De bevolking splitste zich toen waarschijnlijk in twee takken, waarbij de ene groep westwaarts richting de Maghreb trok en de andere zuidwaarts de Nijlvallei in. Oude DNA-analyse geeft aan dat dit element verwant was aan de latere neolithische boeren in de zuidelijke Levant.
Zowel het  Afrikaanse (Ethiopisch) als West-Aziatische element (Ethio-Somalisch) in de Koesjitisch en Semitisch sprekende populaties in de Hoorn van Afrika zijn duidelijk verschillend van alle naburige Afrikaanse en niet-Afrikaanse genetische elementen in Oost-Afrika, Noord-Afrika, de Levant en Arabië, en worden buiten deze  populaties niet in enige betekenis gevonden.

### Nubië
Archeologisch en taalkundig bewijs uit toponiemen en oude Egyptische verslagen suggereren dat het vroegste bewijs van Koesjitische talen niet wordt gevonden waar de taalfamilie tegenwoordig het meest overheerst - namelijk de Hoorn van Afrika - maar in Nubië. Sommige prehistorische Neder-Nubische culturen zoals de A-groep en C-groep-culturen zijn in verband gebracht met vroege Koesjitische populaties. De uit Egyptische bronnen bekende Medjay en latere Blemmyes waren waarschijnlijk verwant aan de moderne Bedzja. In Opper-Nubië in het zuiden woonden volkeren die Nilo-Saharaanse talen spraken, zoals de mensen van de oude Kerma-cultuur en het daaropvolgende rijk van Koesj. Pas tijdens de Romeinse periode werd Neder-Nubë veroverd door de Nilo-Saharaanse Nubiërs.
Gedomesticeerde schapen, geiten en runderen van Zuidwest-Aziatische oorsprong werden rond 6000 v.Chr. voor het eerst geïntroduceerd in Noord-Soedan. Ze verspreidden zich vanaf 3000 v.Chr. naar Oost-Afrika, en bereikten uiteindelijk omstreeks het begin van de jaartelling zuidelijk Afrika. Vee verschijnt relatief laat in het noorden van Ethiopië en Djibouti, omstreeks 2.500-2000 v.Chr., en is elders in de Hoorn van Afrika en in Zuid-Soedan slecht gedocumenteerd.
De ezel werd waarschijnlijk in Nubië voor het eerst gedomesticeerd. De voorouders van de moderne ezel zijn de Nubische en Somalische ondersoorten van de Afrikaanse wilde ezel. Ezels verdrongen de os als het belangrijkste lastdier. Ze vergrootten de mobiliteit van pastorale culturen, omdat ze anders dan runderen geen tijd nodig hadden om te herkauwen, en waren van vitaal belang bij de ontwikkeling van langeafstandsmigraties over Afrika.
Nubische rotstekeningen tonen scènes die wijzen op een veecultus, zoals deze in delen van Noordoost-Afrika en de Nijldal voorkwam.

#### Medjay
De Medjay waren een volksstam die ten tijde van het Egyptische late Oude Rijk tot het Nieuwe Rijk in de Nubische Woestijn woonden, ten oosten van de Nijlvallei tot aan de Rode Zee. In Egypte dienden ze als karavaanleiders, politiekrachten en beroepssoldaten. Daarnaast waren de Medjay ook gevaarlijke tegenstanders, en de kronieken spreken van regelmatige conflicten met de Egyptenaren.
Ze zijn mogelijk gelijk te zetten met het volk dat in demotische teksten als Belhem genoemd wordt. Later vermeldden de Grieken en Romeinen de Blemmyes als bewoners van dit land.

#### Blemmyes
De Blemmyes waren een stammenrijk dat bestond van minstens 600 v.Chr. tot de 3e eeuw n.Chr. in Nubië. Ze werden beschreven in de geschiedenis van het latere Romeinse rijk, waarbij de keizer Diocletianus huurlingen van de Nobatae in dienst nam om Aswan, de zuidgrens van het rijk, te beschermen tegen invallen door de Blemmyes. De Blemmyes bewoonden een aanzienlijk gebied in het huidige Soedan. Er waren verschillende belangrijke steden zoals Faras, Kalabsja, Ballana en Aniba. Ze waren allemaal versterkt met muren en torens, en toonden een mengsel van Egyptische, Helleense, Romeinse en Nubische elementen. De Blemmyes-cultuur stond ook onder invloed van de Meroitische cultuur. Hun religie was gecentreerd in de tempels van Kalabsja en Philae. De tempel van Kalabsja  was een enorm lokaal architectonisch meesterwerk, waar een zonnegod in de vorm van een leeuw genaamd Mandulis werd aanbeden. Philae was een plaats van massale bedevaart, met tempels voor Isis, Mandulis en Anhoer. De Romeinse keizers Augustus en Trajanus bouwden hier vele nieuwe tempels, pleinen en monumentale werken.

### Hoorn van Afrika
Koesjitische volkeren begonnen waarschijnlijk al in de prehistorie uit de Nijlvallei te migreren.
Oude rotstekeningen in Laas Geel, Noord-Somalië, getuigen van een bevolking waarvan wordt aangenomen dat ze de voorouders waren van de huidige Koesjieten in de Hoorn van Afrika. In een uitstekende staat van bewaring, tonen ze wilde dieren en versierd vee (koeien en stieren). Ze bevatten ook herders, mogelijk de pastorale nomaden die de makers van de schilderijen waren.
Soortgelijke rotstekeningen zijn te vinden in Haadh, Gudmo Biyo Cas, Dhambalin, Dhagah Maroodi en tal van andere sites. Oude bouwwerken zijn onder andere te vinden in Awbare, Awbube, Amud, Abasa, Sheikh, Aynabo, Aw-Barkhadle, Heis, Maydh, Haylan, Qa'ableh, Qombo'ul en El Ayo.

#### Poent
Het vroegste bewijs van staatsvorming in de Hoorn van Afrika komt uit een gebied dat in oude Egyptische bronnen is vastgelegd als het koninkrijk Poent. Als handelspartner van Egypte stond het bekend om het produceren en exporteren van goud, aromatische harsen, M'pingo-hout, ebbenhout, ivoor en wilde dieren. 

#### Da’amot
Da’amot (ook: D’mt, Di’amat, Da’amat, Diamat, of Damot) was een koninkrijk in Eritrea en het noorden van Ethiopië (Tigray) dat bestond in de 10e tot 5e eeuw v.Chr. Er zijn maar weinig inscripties door of over dit koninkrijk bewaard gebleven en er is zeer weinig archeologisch werk verricht. Als gevolg hiervan is het niet bekend of Da’amot als beschaving eindigde vóór de vroege stadia van het koninkrijk Aksum, hier de directe voorganger van was, of een van de kleinere staten die mogelijk rond het begin van de 1e eeuw verenigd werden tot het koninkrijk Aksum.

#### Macrobiërs
De Macrobiërs waren in de klassieke oudheid een legendarisch volk en koninkrijk in de Hoorn van Afrika, onder andere genoemd door Herodotus. Ze stonden bekend om hun lange levensduur en grote rijkdom, en er werd gezegd dat ze de "langste en knapste van alle mensen" waren. De Macrobiërs waren krijgers, herders en zeevaarders. 

### Oost-Afrika
Koesjitisch-sprekenden domineerden belangrijke delen van Oost-Afrika vóór de Bantoe-expansie van het 1e millennium v.Chr. Deze populatie wordt verondersteld verantwoordelijk te zijn geweest voor de megalieten, stenen omheiningen, irrigatiesystemen en gerelateerde prehistorische culturele overblijfselen die in Oost-Afrika zijn gevonden.
Volgens archeologische dateringen van artefacten en skeletmateriaal vestigden de Koesjieten zich tussen 3.200 en 1.300 v.Chr. in de laaglanden van Kenia, een fase die wordt aangeduid als het laaglandsavanne-pastoraal neolithicum. Deze herdersgemeenschappen verspreidden zich vervolgens rond 1.300 jaar v.Chr. naar de hooglanden van Kenia en Tanzania, een periode bekend als het hooglandsavanne-pastoraal neolithicum. De staande stenen van Kalokol vormen een archeologische vindplaats aan de westkant van het Turkanameer in Kenia. Staande stenen zoals deze, of namoratunga, worden gekenmerkt door zuilvormige basaltpilaren. Van verschillende van deze sites is bekend dat het begraafplaatsen uit het pastoraal neolithicum zijn.
Moderne volkeren zoals de Masai en de Turkana tonen zowel genetische als culturele invloeden van deze prehistorische Koesjieten.

### Zuidelijk Afrika
De meest zuidelijke groepen van savanne-pastorale neolithische herders waren mogelijk verantwoordelijk voor de verspreiding van veeteelt naar zuidelijk Afrika. Genetisch onderzoek toonde een verwantschap tussen oude herders in de Zuid-Afrikaanse West-Kaap en een individu uit  het Savanne-pastoraal neolithicum uit Luxmanda in Tanzania. Erfelijk materiaal van deze herders is aangetoond bij alle onderzochte San en Khoe, de voorouders waarvan duizenden jaren geleden werden beïnvloed door deze Koesjitische veehouders.

## Etnische groepen

### Koesjitisch-sprekers
De Oromo zijn een etnische groep in Ethiopië. Ze zijn een van de grootste etnische groepen van Ethiopië en vertegenwoordigen 34,4% van de Ethiopische bevolking. Ze spreken het Oromo als moedertaal. 
De Somaliërs zijn een etnische groep in de Hoorn van Afrika. De overgrote meerderheid van de Somaliërs spreekt het Somalisch. Ze zijn overwegend moslim, meestal soennitisch. Etnische Somaliërs tellen ongeveer 12 à 18 miljoen en zijn voornamelijk geconcentreerd in Somalië (ongeveer 9 miljoen), Ethiopië (4,5 miljoen), Kenia (2,4 miljoen) en Djibouti (534.000). 
De Bedzja zijn een etnische groep in Soedan en delen van Eritrea en Egypte. In de recente geschiedenis hebben ze voornamelijk in de Oostelijke Woestijn geleefd. De Bedzja zijn van oudsher pastorale nomaden en tellen ongeveer 1.237.000 mensen. Veel Bedzja spreken het Bedzja als moedertaal. Sommige Bedzja-groepen zijn overgeschakeld op primair of exclusief gebruik van Arabisch. In Eritrea en het zuidoosten van Soedan spreken veel leden van de Beni Amer-groep Tigre. 
De Agaw zijn een etnische groep in Ethiopië en het naburige Eritrea. Ze spreken de Agaw-talen. De Agaw worden misschien voor het eerst genoemd in het Monumentum Adulitanum uit de derde eeuw, een Aksumitische inscriptie opgetekend door Cosmas Indicopleustes in de zesde eeuw. De inscriptie verwijst naar een volk genaamd "Athagaus" (of Athagaous), misschien van ʿAd Agaw, wat "zonen van Agaw" betekent. 
De Afar, ook bekend als Danakil, Adali en Odali, zijn een etnische groep in de Hoorn van Afrika. Ze leven voornamelijk in de regio Afar van Ethiopië en in het noorden van Djibouti, hoewel sommigen ook in het zuidelijke puntje van Eritrea wonen. Afars spreken de Afar-taal. De Afar zijn traditioneel veehouders die geiten, schapen en runderen houden.
De Saho, ook wel Soho genoemd, zijn een etnische groep in de Hoorn van Afrika. Ze zijn voornamelijk geconcentreerd in Eritrea, en sommige wonen ook in aangrenzende delen van Ethiopië. Ze spreken het Saho als moedertaal, die nauw verwant is aan Afar.
De Sidamo zijn een etnische groep die traditioneel in de Sidama-zone van de regio Yedebub Biheroch Bihereseboch na Hizboch in Ethiopië woont. Ze spreken het Sidamo. 

### Ethiopisch-Semitische sprekers
Veel Ethiopisch-Semitische taalpopulaties waren historisch Koesjitisch-sprekers, voornamelijk van de Agaw-tak. Prominente voorbeelden hiervan zijn de Amhara, Gurage, Tigrinya en Tigre. De Beta Israël spraken historisch een Agaw-taal, vervolgens gevolgd door een taalverschuiving naar Amhaars en Tigrinya, en in het begin van de 21e eeuw naar modern Hebreeuws als gevolg van acculturatie in de Israëlische samenleving. 

### Nilo-Saharaanse sprekers
Veel populaties in Soedan en Zuidoost-Afrika hebben een aanzienlijke Koesjitische afkomst. Voorbeelden hiervan zijn de Nubiërs, Soedanese Arabieren, Kunama, Nara, Samburu en Masai. Sommigen vermoeden dat de Tutsi een gedeeltelijke Nilo-Koesjitische oorsprong zouden hebben, maar dit is in de academische wereld nog een onderwerp van debat. 